# Licence de pilote privé aéronef léger
La licence de pilote privé aéronef léger, abrégée en LAPL (de l'anglais : light aircraft pilot licence), est une licence européenne de pilotage. Elle se décline en quatre catégories :
- LAPL(A) pour avion ;
- LAPL(H) pour hélicoptère ;
- LAPL(S) pour planeur ;
- LAPL(B) pour ballon.

## Histoire
Le règlement UE 1178/2011 du 3 novembre 2011 met en œuvre les exigences techniques et les procédures administratives concernant le personnel navigant de l’aviation civile et remplace l’arrêté du 29 mars 1999 (FCL1). Il porte sur l’ensemble des licences (avions, hélicoptères, planeurs, ballons, montgolfières, dirigeables), et crée certaines qualifications additionnelles (vol acrobatique, vol en montagne, vol de nuit, ou encore remorquage planeurs, tractation de banderole, essais en vol...).
Il est composé d’un règlement proprement dit et de quatre annexes. L’annexe I, dite PART FCL, concerne directement les licences et qualifications des pilotes.
L’une des grandes nouveautés du PART FCL, qui est entré en application au niveau européen le 8 avril 2012, est la création d’une nouvelle licence de pilote d’aéronef léger, la LAPL (Light Aircraft Pilot Licence), au côté de la PPL.
De plus, pour pouvoir exercer l’instruction de la LAPL, toute école de pilotage doit déposer un programme de formation auprès de l’Autorité afin d’être approuvée par celle-ci en tant qu'ATO (Approved Training Organisation) ou DTO (Declared Training Organisation).

## Descriptions

### Cours théorique
Le théorique est le même que celui du PPL(A) et le test en vol ressemble dans la forme à celui de la PPL(A).
Les candidats à une LAPL devront démontrer un niveau de connaissances théoriques correspondant aux privilèges octroyés, par le biais d’examens portant sur :
Sujets communs
- réglementation ;
- performance humaine ;
- météorologie ;
- communication ;

Sujets spécifiques portant sur les différentes catégories d’aéronefs
- principe du vol ;
- principe opérationnel ;
- performances et préparation du vol ;
- connaissance générale de l'aéronef concerné (avion, planeur, ballon, hélicoptère) ;
- navigation.

### Conditions et prérequis
Les candidats à la LAPL doivent suivre un cursus théorique au sein d’un organisme approuvé (ATO ou DTO) et doivent suivre une formation pratique au sein d’une école approuvée (ATO ou DTO) qui peut être différente de l’organisme choisi pour le cursus théorique.
Âge minimum : 
- lâché à partir de 16 ans et examen pratique à partir de 17 ans pour avion et hélicoptère.

- lâché à partir de 14 ans et examen pratique à partir de 16 ans pour planeur et ballon.

Certificat médical obligatoire de classe LAPL par un médecin agréé (en France), avec une validité de cinq ans pour les moins de 40 ans puis de deux ans passé cet âge.
Pour les pilotes LAPL(A) : trente heures d’instructions au vol sur la classe d’appareil qui sera utilisée lors du test en vol, dont quinze heures en double. Six heures en solo supervisé dont au moins trois heures en navigation en campagne. Navigation de 150 km (80 nautiques) au moins et comportant au moins un atterrissage complet sur un aérodrome différent de l'aérodrome de départ. Un examen pratique avec un examinateur (FE).
Pour les pilotes LAPL(H) : 40 heures d’instruction au vol sur hélicoptères. Au moins 35 heures dudit temps de vol devront avoir été accomplies sur le type d’hélicoptère avec lequel l’examen pratique sera présenté dont 20 heures d’instruction au vol en double commande et 10 heures de vol en solo supervisé, comportant au moins 5 heures de vol en campagne en solo, dont au moins 1 vol en campagne d’un minimum de 150 km, au cours duquel 1 atterrissage avec arrêt complet sera effectué sur un aérodrome autre que l’aérodrome de départ. Un examen pratique avec un examinateur (FE).
Pour les pilotes LAPL(S) : 15 heures d’instruction au vol sur des planeurs ou planeurs motorisés, comportant au moins 10 heures d’instruction au vol en double commande, 2 heures de vol en solo supervisé, 45 lancements et atterrissages, 1 vol en campagne en solo d’au moins 50 km (27 NM), ou 1 vol en campagne en double commande d’au moins 100 km (55 NM). Sur les 15 heures requises d'instruction au vol, un maximum de 7 heures peut être accompli sur un TMG. Un examen pratique avec un examinateur (FE).
Pour les pilotes LAPL(B) : 16 heures d'instruction au vol, comportant au moins 12 heures d'instruction au vol en double commande, 10 gonflages et 20 décollages et atterrissages et 1 vol en solo supervisé, d'un temps de vol minimal de 30 minutes. Un examen pratique avec un examinateur (FE).

### Privilèges
Les privilèges du titulaire d’une LAPL permettent d’agir sans rémunération en tant que commandant de bord (Pilot-in-Command – PIC) en exploitations non commerciales, dans la catégorie appropriée d’aéronef.
Pour la LAPL(A) et LAPL(H) : emport de passagers en vol avec trois passagers maximum après expérience de dix heures de vol en tant que PIC.
Les pilotes LAPL(A) et LAPL(H) se limitent aux règles de vol à vue, sans rémunération, sur appareils monomoteurs à pistons de masse maximale certifiés au décollage de 2 000 kg, sans limitation de distance.
Pour les pilotes LAPL(S) : les privilèges du titulaire d'une LAPL pour planeurs permettent d'agir en tant que PIC sur planeurs et sur planeurs motorisés, sous conditions. 
Pour les pilotes LAPL(B): limités aux vols non captifs. Cette restriction peut être levée une fois que le pilote a au moins trois vols captifs d’instruction à son actif. Pour maintenir ce privilège, les pilotes devront effectuer au moins deux vols captifs au cours des vingt-quatre derniers mois.

### Renouvellement
Il n’y a pas de renouvellement ou de prorogation pour la LAPL, mais des exigences d’expérience récente pour pouvoir exercer les privilèges de sa licence.
Pour ce faire, il faudra dans les derniers vingt-quatre mois avoir effectué comme pilote au moins douze heures comme commandant de bord avec douze décollages et douze atterrissages, et un vol d’entraînement d'au moins une heure avec un instructeur (FI).
Si ces conditions ne sont pas remplies, il faudra :
- soit un contrôle de compétence avec un examinateur (FE) ;
- soit compléter les heures et/ou les décollages et atterrissages manquants en volant en double commande ou en solo sous la supervision d’un instructeur (FI).

### Reconnaissance internationale
La LAPL est reconnue par l'Agence européenne de la sécurité aérienne (AESA) et peut donc s’exercer sur le territoire européen (Suisse, Islande, Norvège, Liechtenstein compris). 
La LAPL n’est pas reconnue par l’OACI. 
Une passerelle de formation vers la PPL(A) est mise en place en France. Les candidats à une PPL(A) qui sont titulaires d’une LAPL(A) devront avoir effectué au moins 15 heures de vol sur avions après la délivrance de la LAPL(A), dont au moins 10 heures d’instruction au vol, accomplies dans le cadre d’un cours de formation auprès d’un ATO ou DTO. Cette formation devra inclure au moins quatre heures de vol en solo supervisé, avec au minimum deux heures de vol en campagne en solo dont au moins un vol en campagne d'un minimum de 270 km (150 NM), au cours duquel un atterrissage avec arrêt complet doit être effectué sur deux aérodromes autres que l'aérodrome de départ, et un contrôle de compétence avec un examinateur (FE).